# Карлос Бланко
Карлос Алберто Бланко Перес (на испански: Carlos Alberto Blanco Pérez; роден на 7 март 1986 г. в Мадрид) е испански писател, египтолог, философ, химик, академик и университетски преподавател.
Автор е на Conciencia y Mismidad, Athanasius и The integration of knowledge. Избран е за член на Световната академия за изкуство и наука през 2015 г. Член е на Европейската академия на науките и изкуствата.
През май 1998 г., след като получава най-високата оценка в курса за египетски йероглифи, предлагана от Испанската асоциация по египтология, той е смятан за най-младия египтолог в Европа и най-младия йероглифист в света, дешифриращ от испанския вестник El Mundo.
Препдавател е във факултета на Папския университет „Комилас“, – йезуитска институция в Мадрид, където преподава философия. Основател е на The Altius Society – глобална асоциация на млади лидери, която организира годишна конференция в Оксфордския университет.
Има магистърска степен по химия и докторски степени по философия и богословие.

## Произведения
- Mentes maravillosas que cambiaron la Humanidad (2007)
- Copérnico (2008)
- Toda la cultura en 1001 preguntas (2009)
- Potencia tu mente. Los consejos de un superdotado para emplear mejor tus capacidades (2009)
- Why Resurrection? An Introduction to the Belief in the Afterlife in Judaism and Christianity (2011)
- Filosofía, Teología y el Sentido de la Historia (2011)
- Philosophy and Salvation (2012)
- Conciencia y Mismidad (2013)
- El Pensamiento de la Apocalíptica Judía (2013)